# 19 février 1970
Le jeudi 19 février 1970 est le 50e jour de l'année 1970.

## Naissances
- Bamba Nourgo, cycliste ivoirien
- Bellamy Young, actrice américaine
- Christophe Cavard, homme politique français
- Danny de Munk, acteur néerlandais
- Ellis Ferreira, joueur de tennis sud-africain
- Joacim Cans, chanteur suédois
- Jonathan Tropper, écrivain américain
- K. R. Meera, écrivaine indienne
- Kurt Darren, musicien sud-africain
- Lord Finesse, rappeur américain
- Miguel Hernández Sánchez, footballeur espagnol
- Pierre-Richard Casimir, homme politique haïtien
- Vadim Sachourine, biathlète biélorusse
- Zvezdan Mitrović, entraîneur monténégrin de basket-ball

## Décès
- Gaston Modot (né le 31 décembre 1887), acteur français
- Jules Dallet (né le 4 janvier 1876), peintre français
- Jules Munshin (né le 22 février 1915), acteur de comédie américain
- Ralph Flanders (né le 28 septembre 1880), ingénieur mécanicien, industriel et homme politique américain
- Tadaharu Nakano (né le 27 mai 1909), musicien et chanteur japonais